# Bernardino Passeri
Bernardino Passeri (Ancona, 1540 – Roma, 1588) è stato un incisore, pittore e disegnatore italiano.

## Biografia
Delle sue opere risalenti al suo periodo romano si conoscono esclusivamente i disegni che fornì per le illustrazioni di un piccolo numero di libri stampati a Roma e ad Anversa. 
A lui va attribuita, oltre ad alcune stampe libere, buona parte delle 55 stampe che illustrano la Rerum sacrarum liber di Lorenzo Gambara, stampate da Christophe Plantin ad Anversa nel 1576. Tuttavia, solo una esse è firmata da lui, mentre un'altra stampa riporta il nome degli incisori Pieter van der Borcht e Jan Wierix.
Fu autore dei cinquanta disegni della vita di san Benedetto da Norcia, incisi da Aliprando Caprioli e adornanti la Vita et miracula sanctissimu patris Benedicti. Essi avrebbero esercitato un'influenza decisiva nel definire l'iconografia stessa del santo, essendo state molto imitate dagli artisti successivi, come i fratelli Hieronymus, Johannes e Anton Wierix, Karel van Mallery, Nicolaes de Bruyn, Martin Nuyts, Adriaen Collaert e Jan Collaert.
Passeri produsse anche diverse incisioni per l'opera Saint Cecilia. Vita et matyrium S. et gloriosae (Roma, 1590 circa), incentrata sulla vita di santa Cecilia.

## Opere
Passeri incise principalmente con il bulino.
È principalmente noto per aver prodotto la maggior parte dei disegni originali dell'opera Evangelicae Historiae Imagines, la raccolta di stampe di Jerónimo Nadal pubblicata nel 1593.

Opere di Bernardino Passeri
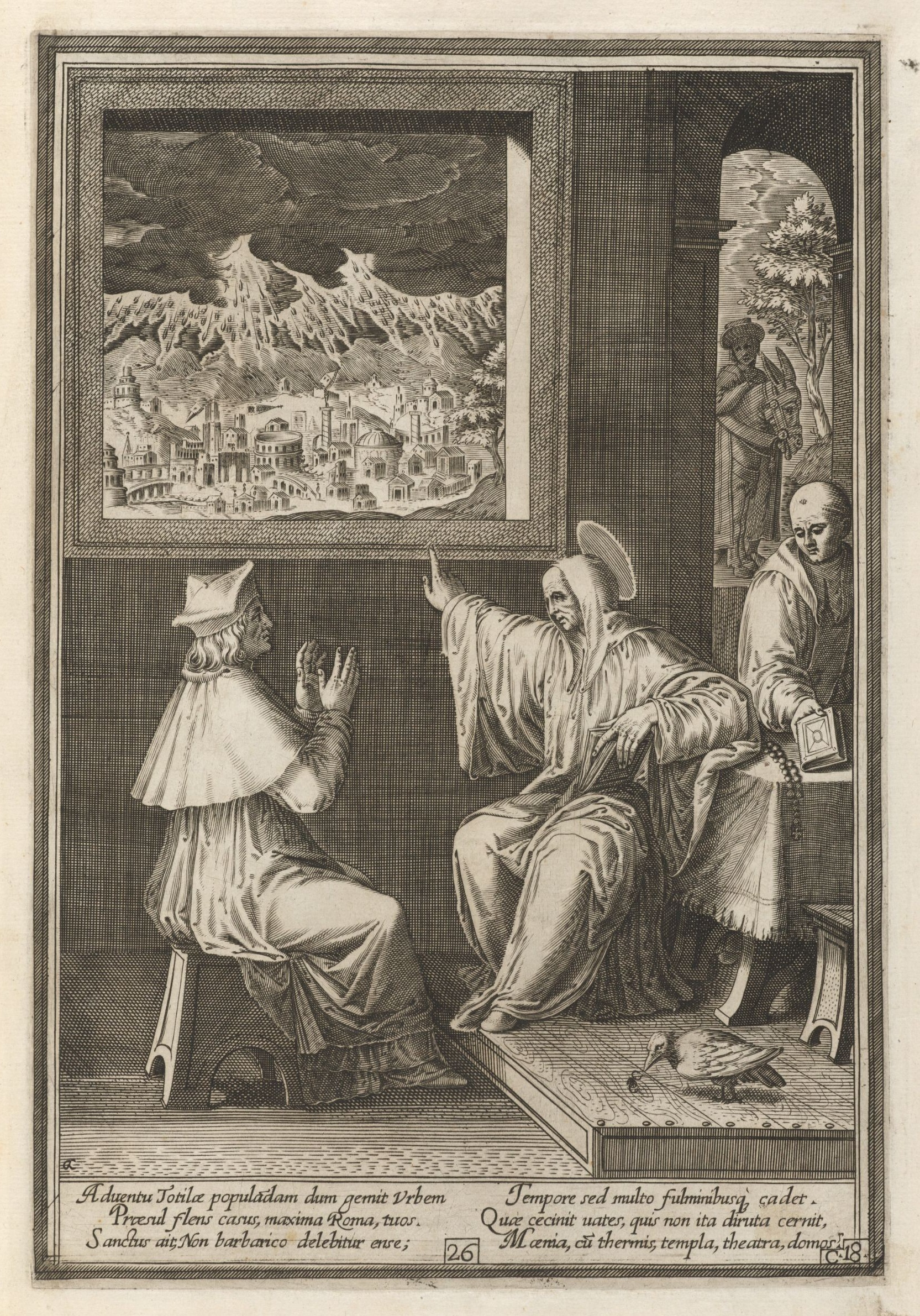
Stampa illustrante Vita et miracvla Sanctiss, 1579 (Houghton Library).
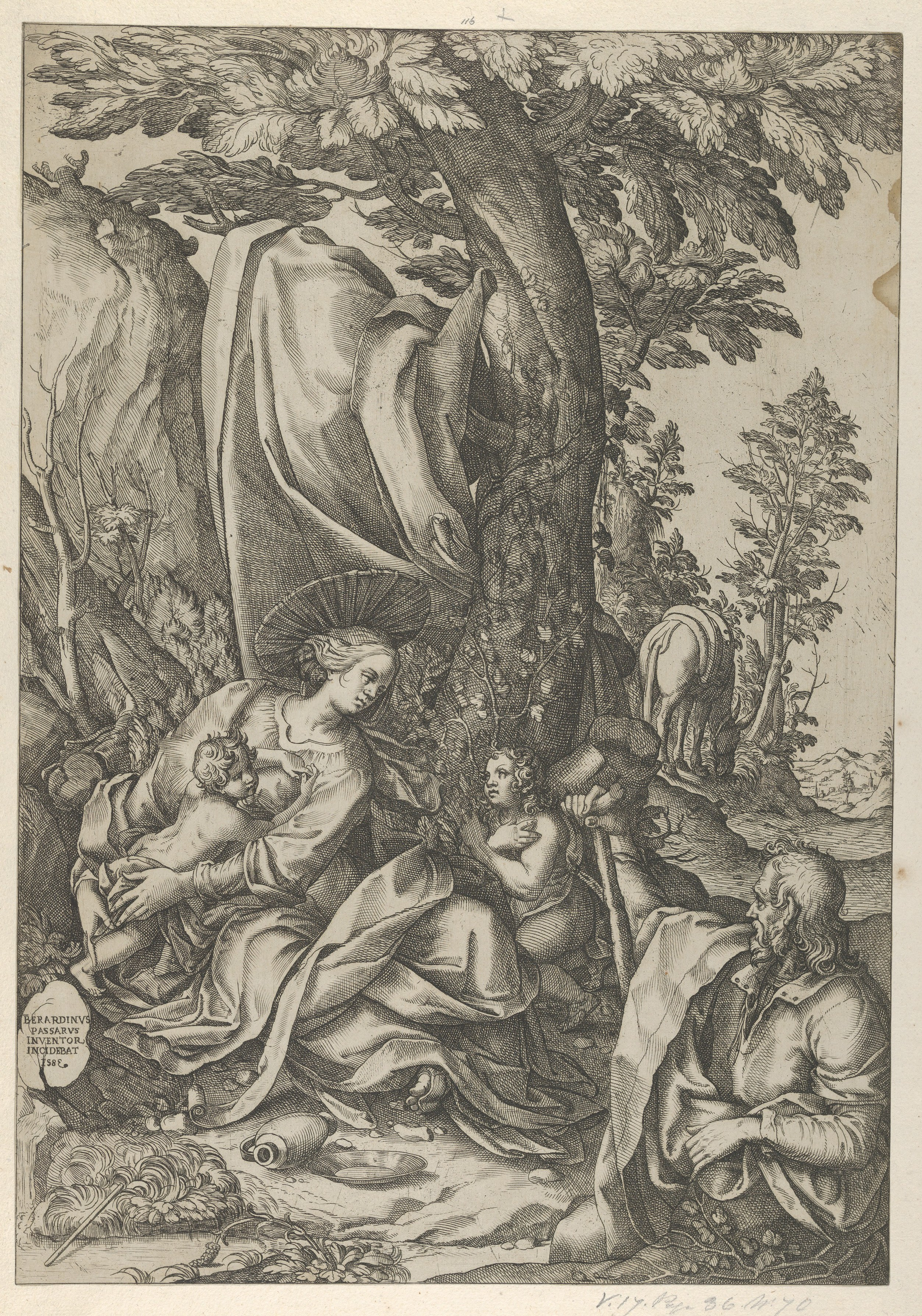
La Sacra Famiglia con Giovanni Battista in un paesaggio, incisione del Passeri, 1583 (Metropolitan Museum of Art).
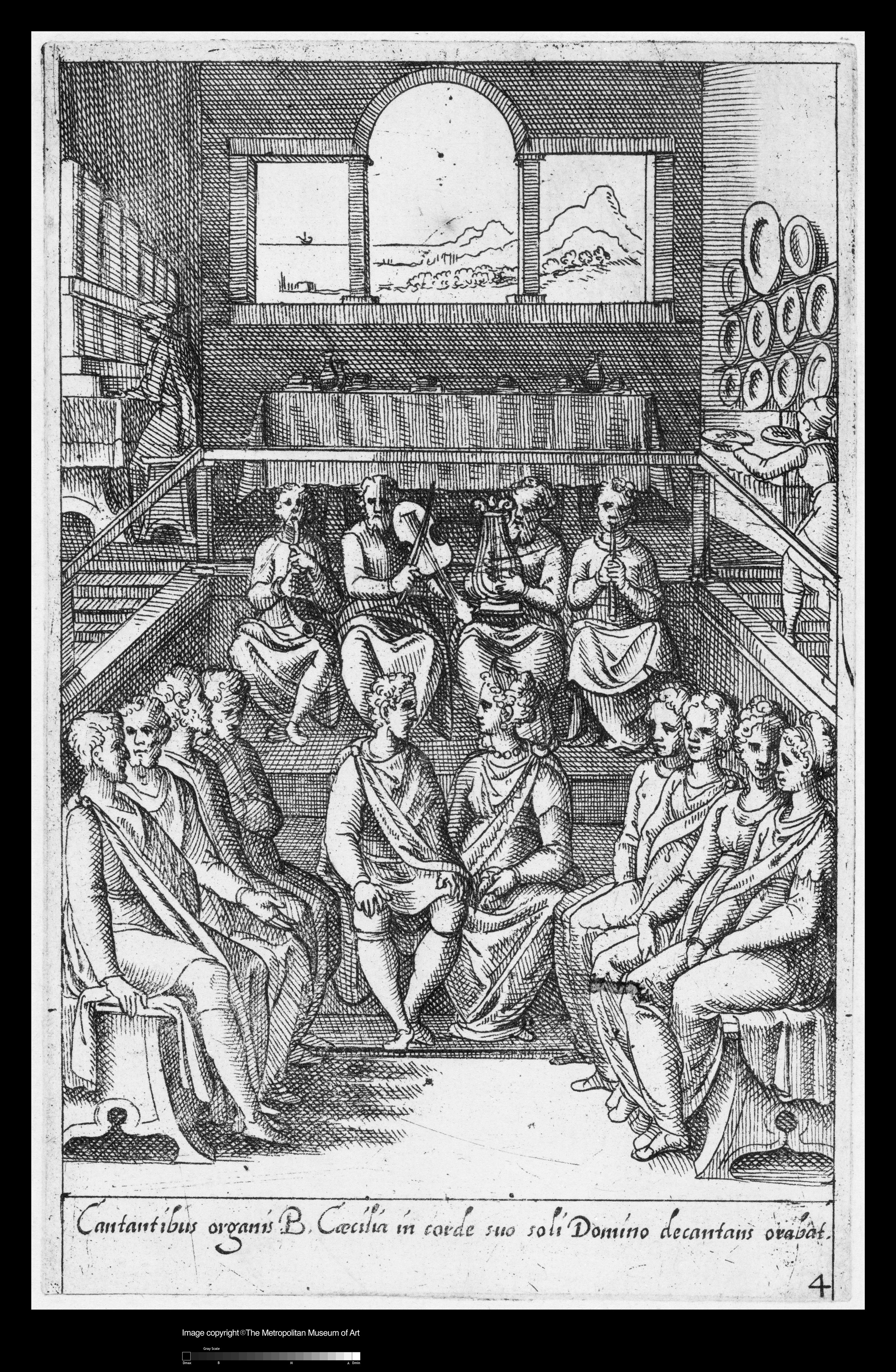
Stampa illustrante Saint Cecilia. Vita et matyrium S. et gloriosae, xilografia del Passeri, ca. 1590 (Metropolitan Museum of Art).
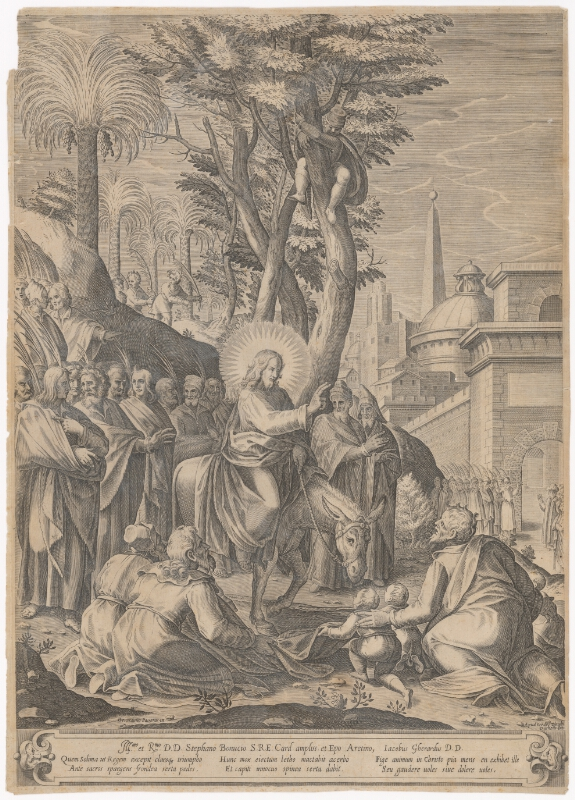
Gesù in cammino verso Gerusalemme, incisione di Étienne Duchetti su disegno di Bernardino Passari, c. 1560-1590.
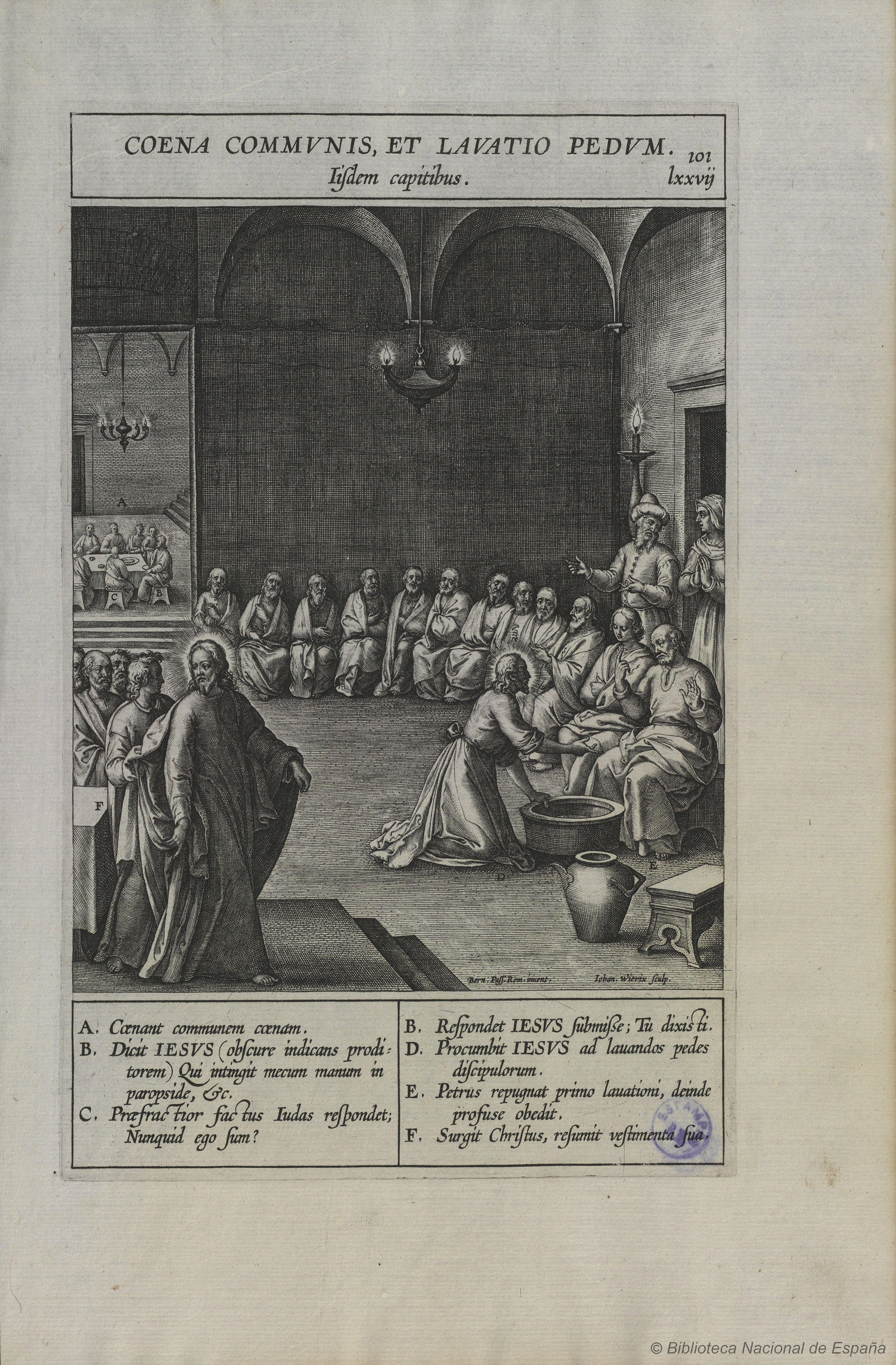
Coena comunis, et lavatio pedum, disegno di Jan Wierix incisione del Passeri per l'Evangelicae Historiae Imagines, 1593 (Biblioteca nazionale di Spagna).